# Equivalenza elementare
In teoria dei modelli, due strutture nello stesso linguaggio si dicono elementarmente equivalenti se in una valgono tutte e sole le formule del primo ordine che valgono nell'altra.
In simboli, "{\displaystyle A} è elementarmente equivalente a {\displaystyle B}" si scrive {\displaystyle A\equiv B}.
Due strutture isomorfe sono sempre elementarmente equivalenti; tuttavia, non è vero il contrario. Ad esempio, l'insieme dei numeri razionali e quello dei numeri reali, visti entrambi come insiemi linearmente ordinati densi, sono elementarmente equivalenti pur non essendo isomorfi; {\displaystyle \mathbb {R} }, a differenza di {\displaystyle \mathbb {Q} }, è completo, ma non è possibile esprimere la condizione di completezza con una formula del primo ordine.

## Relazioni con i giochi di Ehrenfeucht-Fraïssé
I giochi di Ehrenfeucht-Fraïssé sono giochi astratti che permettono di verificare la elementare equivalenza.
Se indichiamo con {\displaystyle A{\underset {m}{\equiv }}B} l'affermazione "in un gioco di Ehrenfeucht-Fraïssé di {\displaystyle m} mosse sulle strutture {\displaystyle A} e {\displaystyle B}, il difensore ha una strategia vincente", si osserva per induzione che:
{\displaystyle A{\underset {m}{\equiv }}B\iff (A\vDash \varphi \leftrightarrow B\vDash \varphi )\;\;\forall \varphi :rk(\varphi )\leq m},
ovvero il difensore ha una strategia vincente per {\displaystyle m} mosse se e solo se non è possibile trovare formule con al più {\displaystyle m} quantificatori innestati che siano vere in {\displaystyle A} ma non in {\displaystyle B} o viceversa.
Questa osservazione suggerisce che:
{\displaystyle A\equiv B\iff \forall m\in \mathbb {N} (A{\underset {m}{\equiv }}B)}
ovvero, tornando alla terminologia dei giochi, che due strutture sono elementarmente equivalenti se e solo se il difensore ha una strategia vincente per un gioco di Ehrenfeucht-Fraïssé di {\displaystyle m} mosse con {\displaystyle m\in \mathbb {N} } qualsiasi.
In questo senso, generalizzando la notazione dei giochi ad {\displaystyle m} ordinale qualsiasi, si può scrivere:
{\displaystyle A\equiv B\iff A{\underset {\omega }{\equiv }}B}